# Струк Владислав Ігорович
Владисла́в І́горович Стру́к (12 жовтня 1996, с. Єрчики — 3 жовтня 2022, селище Зайцеве) — український військовослужбовець, учасник російсько-української війни.

## Життєпис
Народився 12 жовтня 1996 року в селі Єрчики Житомирської області. Після закінчення школи здобув вищу освіту у Поліському національному університеті. У 2021 році пройшов строкову військову службу у 101-й бригаді охорони Генштабу.
З початком повномасштабного вторгнення повернувся до лав ЗСУ. Воював у складі 30-ї окремої механізованої бригади імені князя Костянтина Острозького.
Загинув 3 жовтня 2022 року в районі селища Зайцеве на Донеччині.

## Нагороди
- Орден «За мужність» III ступеня (24 листопада 2023, посмертно) — за особисту мужність, виявлену у захисті державного суверенітету та територіальної цілісності України, самовіддане виконання військового обов'язку[2].